# زوجة غيورة جدا (فلم)
زوجة غيورة جدا (بالإنجليزية: Very jealous wife Or zawjat ghuyurat jdaan)، فيلم سينمائي درامي مصري، إنتاج 1969 إخراج: حلمي رفلة، تأليف: محمد كامل حسن المحامي تمثيَل: زبيدة ثروت، حسن يوسف، محمود فرج، إبراهيم سعفان، أميرة، هالة الشوارب، حسين الشربيني، نبيلة عبيد، عبد المنعم إبراهيم.

## قصة الفيلم
تدور أحداث الفيلم حول الزوجة "فاطمة" (زبيدة ثروت) التي تشعر بغيرة شديدة على زوجها "حسن" (حسن يوسف) الذي يعمل محاميا، تضطره ظروف عمله للتعامل مع نساء كثيرات منهن الراقصة "سعاد" (أميرة) التي تزيد علاقتها بـ"حسن" الأمور سوءا بينه وبين زوجته.

## فريق العمل
- إخراج: حلمي رفلة
- تأليف: محمد كامل حسن المحامي
- تمثيل:
  - زبيدة ثروت: فاطمة
  - حسن يوسف: حسين
  - محمود فرج: مراد
  - إبراهيم سعفان: جمعة
  - أميرة: سعاد حلمي الراقصة
  - هالة الشوارب
  - حسين الشربيني
  - نبيلة عبيد: كوثر - ضيفة شرف
  - عبد المنعم إبراهيم: فؤاد - ضيف شرف